# 沙萨勒
沙萨勒（法語：Chassal，法語發音：[ʃasal]）是法国汝拉省的一个旧市镇，属于圣克洛德区。2019年，沙萨勒与市镇莫兰日合并为新市镇沙萨勒-莫兰日。

## 地理
沙萨勒（46°21'30"N, 5°47'14"E）面积5.19 平方千米，位于法国勃艮第-弗朗什-孔泰大區汝拉省，该省份为法国东部内陆省份，北起上索恩省，西北接科多尔省，西临索恩-卢瓦尔省，南至安省，东与杜省和瑞士接壤。
与沙萨勒接壤的市镇（或旧市镇、城区）包括：拉旺莱圣克洛德、拉里瓦尔、莫兰日、普拉、圣克洛德。

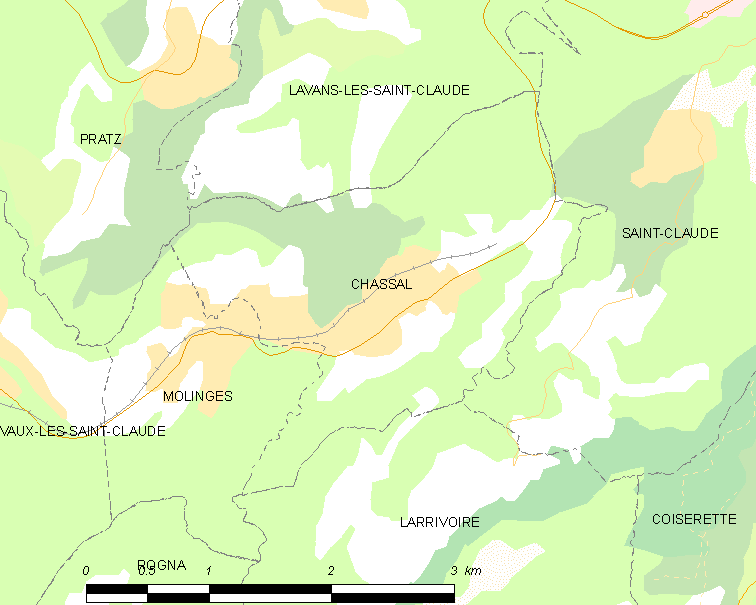
沙萨勒的OSM定位图

沙萨勒的时区为UTC+01:00、UTC+02:00（夏令时）。

## 行政
沙萨勒的邮政编码为39360，INSEE市镇编码为39113。

## 政治
沙萨勒所属的省级选区为科托迪利宗县。

## 人口

1962-2008年间沙萨勒人口变化图示

沙萨勒于2018年1月1日时的人口数量为426人。